# Daviscupový tým Chorvatska
Daviscupový tým Chorvatska reprezentuje Chorvatsko v Davisově poháru od roku 1993. Řídící organizací reprezentace je národní tenisová federace Hrvatski teniski savez. Do roku 1992 reprezentovali chorvatští tenisté Jugoslávii.
Chorvaté soutěž vyhráli dvakrát, v letech 2005 a 2018. Jako poražení finalisté skončili v letech 2016 a 2021. Týmovým statistikám vévodí Marin Čilić, který zvítězil v nejvyšším počtu zápasů i dvouher a odehrál nejvíce mezistátních utkání i počet ročníků. V roce 2019 se kapitánem stal  Vedran Martić.

## Historie
V roce 2005 se Chorvatsko stalo dvanáctou zemí, která soutěž vyhrála. Ve finále konaném v Bratislavě porazilo Slovensko 3:2 na zápasy. Do dvouher i čtyřhry nastoupili Ivan Ljubičić s Mariem Ančićem. Chorvaté se tak stali prvním nenasazeným družstvem v historii světové skupiny, které získalo salátovou mísu.
V roce 2008 se po jednoleté odmlce tým probojoval zpět do světové skupiny, když v baráži porazil Brazílie 4:1 na zápasy. Během sezóny 2009 chorvatští hráči postoupili do semifinále, kde je v porečské hale zastavila Česká republika po vítězství 4:1.

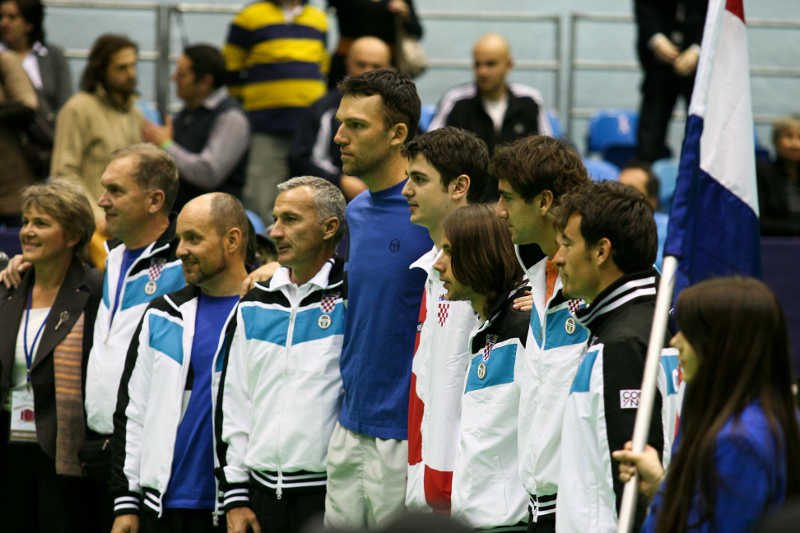
Chorvatský daviscupový tým, 2011

V letech 2010 a 2012 družstvo vypadlo ve čtvrtfinále. Následující ročník 2013 skončilo v úvodním kole světové skupiny po porážce 2:3 od italského týmu a v umagské baráži podlehlo Velké Británii, což znamenalo sestup do 1. skupiny euroafrické zóny 2014. Podruhé si Chorvaté finále světové skupiny zahráli v roce 2016. Po výhrách nad Belgií, Spojenými státy a Francií nestačili v boji salátovou mísu na Argentinu 2:3 na zápasy. Přitom je od trofeje v úvodní nedělní dvouhře dělil jediný vyhraný set. Chorvaté se po sobotní čtyřhře ujali vedení 2:1 na zápasy a v otevíracím nedělním singlu obou jedniček vedl Marin Čilić nad Juanem Martínem del Potrem již 2–0 na sety. Zbylou sadu se mu však získat nepodařilo a po téměř pětihodiném dramatu odešel poražen 2–3 na sety. V závěrečné dvouhře již dominovala argentinská dvojka Federico Delbonis, který proti Ivu Karlovićovi neztratil ani sadu. Teprve potřetí od zavedení světové skupiny v roce 1981 dokázalo družstvo ve finále otočit nepříznivý stav 1:2 na zápasy. Dějištěm se stala záhřebská hala pro 15 tisíc diváků.

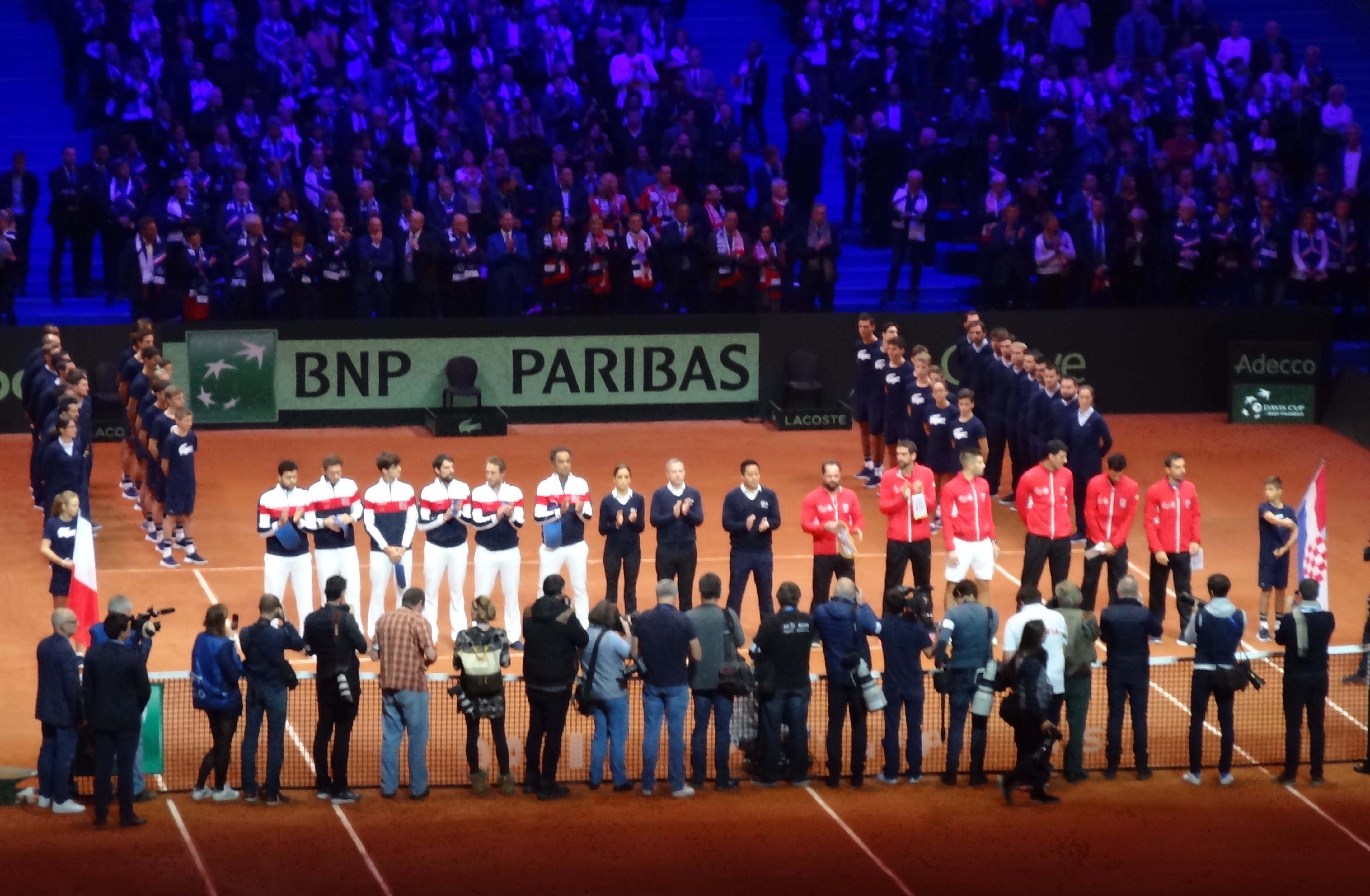
Slavnostní nástup finalistů Světové skupiny 2018 Francie a Chorvatska v lillské aréně Stade Pierre-Mauroy

Podruhé Chorvaté zvedli nad hlavu „salátovou mísu“ v  roce 2018. Ve finále zdolalo nejvýše nasazenou Francii 3:1 na zápasy. Finálový duel se druhý rok v řadě odehrál na halové antuce v Lille. Dva body z dvouher získal 30letý Marin Čilić a páteční singl vyhrála také chorvatská dvojka Borna Ćorić. Francouzští deblisté, Pierre-Hugues Herbert a Nicolas Mahut, snížili v sobotní čtyřhře stav na 1:2. Ve dvouhrách však zástupci „země galského kohouta“ nevyhráli ani jeden set proti žebříčkově favorizovaným soupeřům. Čilić byl součástí první světové desítky a Ćorić figuroval na dvanácté příčce.
V nově zavedeném formátu Davis Cupu 2019 se družstvo jako obhájce trofeje přímo kvalifikovalo do listopadového finálového turnaje v Madridu, v němž po prohrách s Ruskem a  Španělskem nepostoupilo ze základní skupiny.

## Kapitáni
| Nehrající kapitán | období    | zápasy | výhry | prohry | % výher | nejlepší výsledek                            |
| ----------------- | --------- | ------ | ----- | ------ | ------- | -------------------------------------------- |
| Bruno Orešar      | 1993      | 2      | 1     | 1      | 50      | kvalifikační kolo Světové skupiny 1993       |
| Goran Prpić       | 1994      | 1      | 1     | 0      | 100     | semifinále 1. skupiny euroafrické zóny 1994  |
| Željko Franulović | 1994–1997 | 7      | 3     | 4      | 42,9    | 1. kolo Světové skupiny 1995                 |
| Goran Prpić       | 1998–2000 | 7      | 4     | 3      | 57,1    | čtvrtfinále 1. skupiny euroafrické zóny 1999 |
| Nikola Pilić      | 2001–2005 | 12     | 9     | 3      | 75      | vítěz Světové skupiny 2005                   |
| Ivan Ljubičić     | 2006      | 2      | 1     | 1      | 50      | čtvrtfinále Světové skupiny 2006             |
| Goran Prpić       | 2007–2011 | 11     | 6     | 5      | 54,6    | semifinále Světové skupiny 2009              |
| Željko Krajan     | 2012–2018 | 20     | 12    | 6      | 66,7    | vítěz Světové skupiny 2018                   |
| Franko Škugor     | 2019      | 2      | 0     | 2      | 0       | základní skupina finále 2019                 |
| Vedran Martić     | 2019–     | 15     | 10    | 5      | 66,7    | světové finále 2021                          |
| Celkem            | Celkem    | 77     | 47    | 30     | 61      | —                                            |

## Chronologie zápasů

### 2010–2019
| Rok  | úroveň                       | datum             | místo               | soupeř         | skóre | výsledek |
| ---- | ---------------------------- | ----------------- | ------------------- | -------------- | ----- | -------- |
| 2010 | Světová skupina, 1. kolo     | 5.–7. března      | Varaždín (CRO)      | Ekvádor        | 5–0   | výhra    |
| 2010 | Světová skupina, čtvrtfinále | 9.–11. července   | Split (CRO)         | Srbsko         | 1–4   | prohra   |
| 2011 | Světová skupina, 1. kolo     | 4.–6. března      | Záhřeb (CRO)        | Německo        | 2–3   | prohra   |
| 2011 | Světová skupina, baráž       | 16.–18. září      | Potchefstroom (RSA) | Jižní Afrika   | 4–1   | výhra    |
| 2012 | Světová skupina, 1. kolo     | 10.–12. února     | Miki (JPN)          | Japonsko       | 3–2   | výhra    |
| 2012 | Světová skupina, čtvrtfinále | 6.–8. dubna       | Buenos Aires (ARG)  | Argentina      | 1–4   | prohra   |
| 2013 | Světová skupina, 1. kolo     | 1.–3. února       | Turín (ITA)         | Itálie         | 2–3   | prohra   |
| 2013 | Světová skupina, baráž       | 13.–15. září      | Umag (CRO)          | Velká Británie | 1–4   | prohra   |
| 2014 | 1. skupina euroafrické zóny  | 4.–6. dubna       | Varšava (POL)       | Polsko         | 3–1   | výhra    |
| 2014 | Světová skupina, baráž       | 12.–14. září      | Amsterdam (NED)     | Nizozemsko     | 3–2   | výhra    |
| 2015 | Světová skupina, 1. kolo     | 6.–8. března      | Kraljevo (SRB)      | Srbsko         | 0–5   | prohra   |
| 2015 | Světová skupina, baráž       | 18.–20. září      | Florianópolis (BRA) | Brazílie       | 3–1   | výhra    |
| 2016 | Světová skupina, 1. kolo     | 4.–6. března      | Lutych (BEL)        | Belgie         | 3–2   | výhra    |
| 2016 | Světová skupina, čtvrtfinále | 15.–17. července  | Beaverton (USA)     | Spojené státy  | 3–2   | výhra    |
| 2016 | Světová skupina, semifinále  | 16.–18. září      | Zadar (CRO)         | Francie        | 3–2   | výhra    |
| 2016 | Světová skupina, finále      | 25.–27. listopadu | Záhřeb (CRO)        | Argentina      | 2–3   | prohra   |
| 2017 | Světová skupina, 1. kolo     | 3.–5. února       | Osijek (CRO)        | Španělsko      | 2–3   | prohra   |
| 2017 | Světová skupina, baráž       | 15.–17. září      | Bogotá (COL)        | Kolumbie       | 4–1   | výhra    |
| 2018 | Světová skupina, 1. kolo     | 2.–4. února       | Osijek (CRO)        | Kanada         | 3–1   | výhra    |
| 2018 | Světová skupina, čtvrtfinále | 6.–8. dubna       | Varaždín (CRO)      | Kazachstán     | 3–1   | výhra    |
| 2018 | Světová skupina, semifinále  | 14.–16. září      | Zadar (CRO)         | Spojené státy  | 3–2   | výhra    |
| 2018 | Světová skupina, finále      | 23.–25. listopadu | Lille (FRA)         | Francie        | 3–1   | vítěz    |

### 2019–2029
| Rok  | soutěž                            | datum              | místo              | povrch    | soupeř        | skóre | výsledek |
| ---- | --------------------------------- | ------------------ | ------------------ | --------- | ------------- | ----- | -------- |
| 2019 | Finále, základní skupina          | 18. listopadu      | Madrid, Španělsko  | tvrdý (h) | Rusko         | 0–3   | prohra   |
| 2019 | Finále, základní skupina          | 20. listopadu      | Madrid, Španělsko  | tvrdý (h) | Španělsko     | 0–3   | prohra   |
| 2021 | Kvalifikační kolo                 | 6.–7. března 2020  | Záhřeb, Chorvatsko | tvrdý (h) | Indie         | 3–1   | výhra    |
| 2021 | Finálový turnaj, základní skupina | 25. listopadu 2021 | Turín, Itálie      | tvrdý (h) | Austrálie     | 3–0   | výhra    |
| 2021 | Finálový turnaj, základní skupina | 28. listopadu 2021 | Turín, Itálie      | tvrdý (h) | Maďarsko      | 2–1   | výhra    |
| 2021 | Finálový turnaj, čtvrtfinále      | 29. listopadu 2021 | Turín, Itálie      | tvrdý (h) | Itálie        | 1–2   | výhra    |
| 2021 | Finálový turnaj, semifinále       | 3. prosince        | Madrid, Španělsko  | tvrdý (h) | Srbsko        | 2–1   | výhra    |
| 2021 | Finálový turnaj, finále           | 5. prosince        | Madrid, Španělsko  | tvrdý (h) | RTF           | 0–2   | prohra   |
| 2022 | Finálový turnaj, základní skupina | 14. září           | Bologna, Itálie    | tvrdý (h) | Itálie        | 0–3   | prohra   |
| 2022 | Finálový turnaj, základní skupina | 15. září           | Bologna, Itálie    | tvrdý (h) | Švédsko       | 2–1   | výhra    |
| 2022 | Finálový turnaj, základní skupina | 17. září           | Bologna, Itálie    | tvrdý (h) | Argentina     | 3–0   | výhra    |
| 2022 | Finálový turnaj, čtvrtfinále      | 23. listopadu      | Málaga, Španělsko  | tvrdý (h) | Španělsko     | 2–0   | výhra    |
| 2022 | Finálový turnaj, semifinále       | 25. listopadu      | Málaga, Španělsko  | tvrdý (h) | Austrálie     | 1–2   | prohra   |
| 2023 | Kvalifikační kolo                 | 4.–5. února        | Rijeka, Chorvatsko | tvrdý (h) | Rakousko      | 3–1   | výhra    |
| 2023 | Finálový turnaj, základní skupina | 13. září           | Split, Chorvatsko  | tvrdý (h) | Spojené státy | 1–2   | prohra   |
| 2023 | Finálový turnaj, základní skupina | 15. září           | Split, Chorvatsko  | tvrdý (h) | Finsko        | 1–2   | prohra   |
| 2023 | Finálový turnaj, základní skupina | 17. září           | Split, Chorvatsko  | tvrdý (h) | Nizozemsko    | 2–1   | výhra    |